# Будаковаць
Будаковаць (хорв. Budakovac) — населений пункт у Хорватії, у Вировитицько-Подравській жупанії у складі громади Градина.

## Населення
Населення за даними перепису 2011 року становило 257 осіб.
Динаміка чисельності населення поселення:

## Клімат
Середня річна температура становить 11,40 °C, середня максимальна – 25,58 °C, а середня мінімальна – -5,58 °C. Середня річна кількість опадів – 729 мм.
| Клімат поселення                              | Клімат поселення | Клімат поселення | Клімат поселення | Клімат поселення | Клімат поселення | Клімат поселення | Клімат поселення | Клімат поселення | Клімат поселення | Клімат поселення | Клімат поселення | Клімат поселення | Клімат поселення |
| Показник                                      | Січ.             | Лют.             | Бер.             | Квіт.            | Трав.            | Черв.            | Лип.             | Серп.            | Вер.             | Жовт.            | Лист.            | Груд.            |                  |
| Середній максимум, °C                         | 6,00             | 8,09             | 12,75            | 17,38            | 23,12            | 25,58            | 25,28            | 24,96            | 20,47            | 15,29            | 9,65             | 5,17             |                  |
| Середня температура, °C                       | 0,20             | 2,30             | 6,97             | 11,60            | 17,34            | 19,80            | 21,57            | 21,26            | 16,80            | 11,59            | 5,94             | 1,46             |                  |
| Середній мінімум, °C                          | −5,58            | −3,5             | 1,18             | 5,80             | 11,56            | 14,01            | 17,87            | 17,56            | 13,07            | 7,88             | 2,24             | −2,24            |                  |
| Норма опадів, мм                              | 43               | 38               | 44               | 57               | 72               | 88               | 68               | 72               | 60               | 62               | 71               | 54               |                  |
| Середньомісячна швидкість вітру, м/с          | 2.24             | 2.50             | 2.80             | 2.70             | 2.40             | 2.20             | 2.20             | 1.99             | 2.00             | 2.00             | 2.20             | 2.30             |                  |
| Середньомісячна сонячна радіація, кДж/м²·день | 4099             | 6904             | 10710            | 15257            | 19288            | 21454            | 22252            | 19810            | 14638            | 8962             | 4595             | 3385             |                  |
| --------------------------------------------- | ---------------- | ---------------- | ---------------- | ---------------- | ---------------- | ---------------- | ---------------- | ---------------- | ---------------- | ---------------- | ---------------- | ---------------- | ---------------- |
| Джерело:                                      |                  |                  |                  |                  |                  |                  |                  |                  |                  |                  |                  |                  |                  |